# Irena Pawłow-Niezgódka
Irena Pawłow-Niezgódka (również Irena Pawłow) (ur. 31 maja 1950 w Kiwercach) – polska matematyczka, profesor nauk matematycznych, specjalistka w zakresie matematyki stosowanej, równań różniczkowych cząstkowych, teorii sterowania, równań cząstkowych i całkowych.

## Życiorys
Absolwentka VI Liceum Ogólnokształcącego im. Tadeusza Reytana w Warszawie (1968). W 1974 roku ukończyła studia na Wydziale Elektroniki Politechniki Warszawskiej (praca magisterska Sterowanie optymalne systemu pierścieniowego o stałych rozłożonych, wyróżniona w konkursie na najlepszą pracę dyplomową organizowanym przez Stowarzyszenie Elektryków Polskich). W latach 1974–1977 uczestniczyła w studiach doktoranckich w Instytucie Automatyki Politechniki Warszawskiej, po czym obroniła na Wydziale Elektroniki PW pracę doktorską pt. Modelowanie cyfrowe zagadnienia brzegowego ze swobodną granicą opisującego dynamikę podziemnego zbiornika gazu jako obiektu sterowania, napisaną pod kierunkiem profesora Anatola Gosiewskiego. W 1989 roku uzyskała na tym samym wydziale stopień doktora habilitowanego na podstawie rozprawy Analysis and Control of Evolution Multi-Phase Problems with Free Boundaries, a w 2012 roku tytuł profesora nauk matematycznych.
Przez całą karierę zawodową związana z Instytutem Badań Systemowych Polskiej Akademii Nauk, od 2004 roku zatrudniona również w Instytucie Matematyki i Kryptologii Wydziału Cybernetyki Wojskowej Akademii Technicznej im. Jarosława Dąbrowskiego. W obu tych instytucjach uzyskała stanowiska profesora zwyczajnego. Autorka lub współautorka około stu publikacji naukowych. W 2017 roku odznaczona Srebrnym Krzyżem Zasługi.